# Flumm-Niederung
Die Flumm-Niederung ist ein ehemaliges Naturschutzgebiet in der niedersächsischen Gemeinde Großefehn im Landkreis Aurich.
Das ehemalige Naturschutzgebiet mit dem Kennzeichen NSG WE 224 ist 365 Hektar groß. Es ist größtenteils Bestandteil des FFH-Gebietes „Fehntjer Tief und Umgebung“ und des EU-Vogelschutzgebietes „Fehntjer Tief“. Im Westen grenzte es an die ehemaligen Naturschutzgebiete „Fehntjer Tief-Nord“ und „Feuchtgebiet Westgroßefehn“. Das Gebiet stand seit dem 8. Juli 1995 unter Naturschutz. Zum 15. Mai 2021 ging es im neu ausgewiesenen Naturschutzgebiet „Fehntjer Tief und Umgebung Nord“ auf. Zuständige untere Naturschutzbehörde war der Landkreis Aurich.
Das ehemalige Naturschutzgebiet liegt nördlich von Westgroßefehn und Mittegroßefehn. Im Osten wird es von der Bundesstraße 72, im Westen von der Landesstraße 14 begrenzt. Die Feuchtwiesen in der von dem Geestbach Flumm durchflossenen Niederung werden überwiegend extensiv landwirtschaftlich genutzt. Durch die Unterschutzstellung sollte das Niederungsgebiet, das Bestandteil eines erhaltenen Hammrichs in Nordwest-Niedersachsen ist, erhalten werden und bedrohten Tier- und Pflanzenarten als Lebensraum dienen.